# Ace Combat
Ace Combat — серия видеоигр в жанре аркадного авиасимулятора, разработанная компанией Namco. Первая игра серии, Air Combat, была выпущена в декабре 1992 года в виде аркадного игрового автомата (аркадная система Namco System 21). В 1995 году она получила продолжение, также выпущенное в виде игрового автомата. Вплоть до 2011 года каждая игра серии всегда выходила только на одной игровой платформе, являясь её эксклюзивом. В 2011 году Ace Combat: Assault Horizon была выпущена для игровых консолей PlayStation 3 и Xbox 360, а в 2013 году — для Microsoft Windows, нарушив таким образом традицию.
Все игры серии используют трёхмерную полигональную графику.

## Мир игр
Действие всех игр серии, кроме Ace Combat: Joint Assault,  Ace Combat: Assault Horizon, и Ace Combat Infinity, разворачивается на детально проработанной географически альтернативной версии Земли. Солнечная система и звездное небо в мире Ace Combat тождественны реальным, приполярные области планеты (Арктика и Антарктика) также до мелочей совпадают с реальными, однако форма и расположение континентов южнее 60° северной широты и севернее 60° южной широты отличается от реальных.
Кроме Антарктиды, в мире Ace Combat есть ещё четыре континента. Соответствующая северной Европе и европейской части России Анея (англ. Anea) — периферийный северный континент, не играющий значительной роли в мировой политике. Большой южный континент Веруса (англ. Verusa), напоминающий уменьшенную Евразию с фрагментом Африки, отделен от Анеи морем. Крупнейшим континентом является Осея (англ. Osea), находящаяся на месте обеих Америк и отделенная от Анеи и Верусы Тихим океаном (намного меньшим по широте, чем в реальном мире). Наконец, наименьший по размерам континент Усея (англ. Usea) находится от Осеи к востоку, за Атлантическим океаном.
Политическая география и история мира Ace Combat также отличаются от реальных, хотя между ними и реальным миром можно провести многочисленные параллели. Восточная Осея — колыбель цивилизации, раздробленная на множество государств, выступает своеобразным аналогом Европы; среди них выделяется Белканское Княжество (англ. Principality of Belka, аналог Германии). Союз Юктобанийских Республик, занимающий большую часть Верусы, списан с СССР, а Осейская Федерация, занимающая большую часть Осеи — с США. Находящиеся на юге Осеи Аурелия и Леасат напоминают латиноамериканские страны.
Полноценных аналогов Африки и Азии в мире Ace Combat нет, и он очень сильно вестернизован.
Важной особенностью игровой вселенной также является постоянная угроза из космоса. Астероид 1994XF04 Улисс с 1994 по 2016 угрожал альтернативной Земле, а 3 июля 1999 года прорвавшиеся сквозь атмосферу его фрагменты нанесли катастрофические разрушения на континентах Анея и Усея. Для защиты планеты были созданы не имеющие аналогов в реальном мире системы противокосмической обороны, сыгравшие важную роль в событиях ряда игр серии.

## Игры
| Название игры                                                | Дата выхода          | Время действия | Платформа                                     |
| ------------------------------------------------------------ | -------------------- | -------------- | --------------------------------------------- |
| Air Combat                                                   | Декабрь 1992 года    | ?              | Аркадный автомат                              |
| Air Combat 22                                                | Май 1995 года        | ?              | Аркадный автомат                              |
| Air Combat                                                   | 30 июня 1995 года    | 1995 год       | PlayStation                                   |
| Ace Combat 2                                                 | 15 августа 1997 года | 1997—1998 годы | PlayStation                                   |
| Ace Combat 3: Electrosphere                                  | 27 мая 1999 года     | 2040 год       | PlayStation                                   |
| Ace Combat 04: Shattered Skies / Ace Combat: Distant Thunder | 23 октября 2001 года | 2004—2005 годы | PlayStation 2                                 |
| Ace Combat 5: The Unsung War / Ace Combat: Squadron Leader   | 21 октября 2004 года | 2010 год       | PlayStation 2                                 |
| Ace Combat Advance                                           | 22 февраля 2005 года | 2032 год       | Gameboy Advance                               |
| Ace Combat Zero: The Belkan War                              | 23 марта 2006 года   | 1995 год       | PlayStation 2                                 |
| Ace Combat X: Skies of Deception                             | 24 октября 2006 года | 2020 год       | PlayStation Portable                          |
| Ace Combat 6: Fires of Liberation                            | 23 октября 2007 года | 2015—2016 годы | Xbox 360, Xbox One                            |
| Ace Combat Xi: Skies of Incursion                            | 3 декабря 2009 года  | 2020 год       | iOS                                           |
| Ace Combat: Joint Assault                                    | 31 августа 2010 года | 2010—2011 годы | PlayStation Portable                          |
| Ace Combat: Assault Horizon                                  | 11 октября 2011 года | 2015—2016 годы | PlayStation 3, Xbox 360, PC (Windows)         |
| Ace Combat: Assault Horizon Legacy                           | 15 ноября 2011 года  | 1997—1998 годы | Nintendo 3DS                                  |
| Ace Combat: Northern Wings                                   | Декабрь 2011 года    | 1999—2016 годы | Java                                          |
| Ace Combat Infinity                                          | 20 мая 2014 года     | 2019—2020 годы | PlayStation 3                                 |
| Ace Combat 7: Skies Unknown                                  | 18 января 2019 год   | 2019 год       | PlayStation 4, Switch, Xbox One, ПК (Windows) |

## Оценки
| Игра                   | GameRankings                           | Metacritic                 |
| ---------------------- | -------------------------------------- | -------------------------- |
| Ace Combat 2           | (PS) 81.00%                            | (PS) 83                    |
| Ace Combat 3           | (PS) 73.92%                            | —                          |
| Ace Combat 04          | (PS2) 86.07%                           | (PS2) 89                   |
| Ace Combat 5           | (PS2) 84.81%                           | (PS2) 84                   |
| Ace Combat Advance     | (GBA) 51.12%                           | (GBA) 56                   |
| Ace Combat Zero        | (PS2) 75.47%                           | (PS2) 75                   |
| Ace Combat X           | (PSP) 76.23%                           | (PSP) 75                   |
| Ace Combat 6           | (X360) 81.59%                          | (X360) 80                  |
| Ace Combat Xi          | (iOS) 63.83%                           | (iOS) 61                   |
| Joint Assault          | (PSP) 72.68%                           | (PSP) 71                   |
| Assault Horizon        | (PS3) 75.93% (X360) 78.54% (PC) 60.00% | (PS3) 77 (X360) 78 (PC) 77 |
| Assault Horizon Legacy | (3DS) 72.28%                           | (3DS) 71                   |
| Ace Combat Infinity    | (PS3) 56.89%                           | (PS3) 54                   |
| Ace Combat 7           | (PS4) 81.50% (XONE) 81.67% (PC) 84.75% | (PS4) 81 (XONE) 81 (PC) 80 |

За двадцать лет с начала серии «Ace Combat» свет увидели не менее 15 игр, часть из которых — например, «Ace Combat 2» (1997), «Ace Combat 04: Shattered Skies» (2001), «Ace Combat 5: The Unsung War» (2004) и «Ace Combat 6: Fires of Liberation» (2007) — были приняты критиками очень положительно. С другой стороны, отдельные эпизоды — «Ace Combat Advance» (2005), «Ace Combat Xi: Skies of Incursion» (2009) и «Ace Combat Infinity» (2014) — получили смешанные и скорее отрицательные отзывы.
В 2008 году общее число проданных копий игр серии достигло 10 миллионов.